# Heinrich Holm

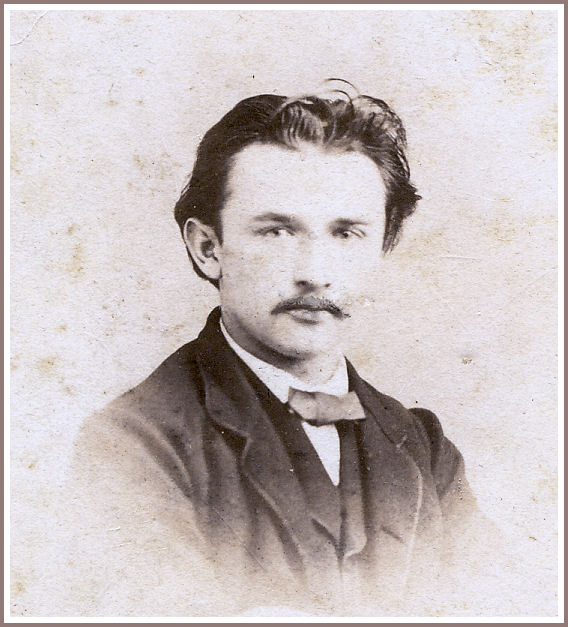

Heinrich Holm (* 14. August 1843 in Schenefeld (Kreis Steinburg); † 28. April 1892 in Hohenhörn) war ein deutscher Fahnenmaler und Freizeitarchäologe im historischen Kern von Holstein. Als Beauftragter des Kieler Museum vaterländischer Alterthümer lieferte er für die in der zweiten Hälfte des 19. Jahrhunderts zusammengetragene archäologische Sammlung bedeutende Stücke. Seine schriftlichen Fundmeldungen und Fundplatzdokumentationen gelten, zeitlich gesehen, als vorbildlich.

## Leben und Wirken
Heinrich war das erste von vier Kindern des Handwerkermeisters Johann Holm und dessen Ehefrau Wiebke, eine geborene Ehlers aus Innien. Sie unterhielten in Schenefeld eine Maler- und Glasereiwerkstatt. Als Erstgeborener verließ Heinrich mit 16 Jahren die Schule, erlernte in der Werkstatt seines Vaters das Maler- und Glaserhandwerk, um dann wie damals bei den Handwerksburschen üblich auf Wanderschaft zu gehen. 1865 kehrte er zurück, um die Wehrpflicht abzuleisten. 1874 heiratete er Anna Lohse aus Huje, mit der er neun Kinder zeugte, von denen zwei in den ersten Lebenstagen starben. Die Wanderjahre waren für Heinrich Bildungsjahre; er hatte sich zum Fahnen- und Dekorationsmaler weitergebildet. In der vom Vater übernommenen umfunktionierten Werkstatt war er künstlerisch aktiv und erhielt dafür verschiedene Auszeichnungen, darunter eine silberne Medaille von der Weltausstellung 1888/89 in Melbourne. Die Anfertigung eines Zettelkataloges um 1879 für einen Kapitän Kirchner aus Hohenwestedt über den Verkauf archäologischer Exponate inspirierte Holm zu eigener Feldforschung auf dem Gebiet der damals aufsteigenden archäologischen Bewegung.